# Virginia Bass Wetherell
Virginia Bass Wetherell (* 15. Mai 1947 in Pensacola, Florida) ist eine US-amerikanische Politikerin und Geschäftsfrau.

## Leben
Wetherell wuchs in Pensacola auf und absolvierte dort auch ihre Schulzeit. 1965 begann sie an der Auburn University Biologie und Psychologie zu studieren. 1968 konnte sie dieses Studium erfolgreich abschließen. Im Anschluss daran wechselte sie für vier Jahre an die Jacksonville State University und konnte dieses Studium mit einem „Master“ beenden.
Anschließend kehrte Wetherell zurück nach Pensacola und arbeitete im Familienunternehmen mit. Seit ihrem Studium politisch interessiert wurde sie dann auch Mitglied der Demokratischen Partei. Mit Wirkung vom 2. November 1982 wurde sie als Nachfolgerin von Tom Patterson als Abgeordnete ins Repräsentantenhaus von Florida gewählt. Dabei vertrat sie den zweiten Distrikt ihres Staates und hatte dieses Mandat bis 8. November 1988 inne. 
1988 heiratete Wetherell den Politiker T. K. Wetherell (1945–2018). Der Bundesrichter T. Kent Wetherell II ist ihr Stiefsohn. Nach ihrer Heirat war sie für einige Jahre im Vorstand der „Wetherell Consulting“ tätig. Als im Januar 1991 Lawton Chiles Gouverneur von Florida wurde, betraute er Wetherell mit dem staatlichen Umweltschutz. Dieses Amt legte sie 1998 nieder und wechselte wieder zurück ins Familienunternehmen.
Nach dem Tod ihres Ehemanns 2018 zog sich Wetherell ins Privatleben zurück und übernahm keine politischen oder wirtschaftlichen Ämter mehr.